# (37904) 1998 FU68
1998 FU68 (asteroide 37904) é um asteroide da cintura principal. Possui uma excentricidade de 0.12348620 e uma inclinação de 11.35190º.
Este asteroide foi descoberto no dia 20 de março de 1998 por LINEAR em Socorro.